# マティルデ・フォン・ヨルダン

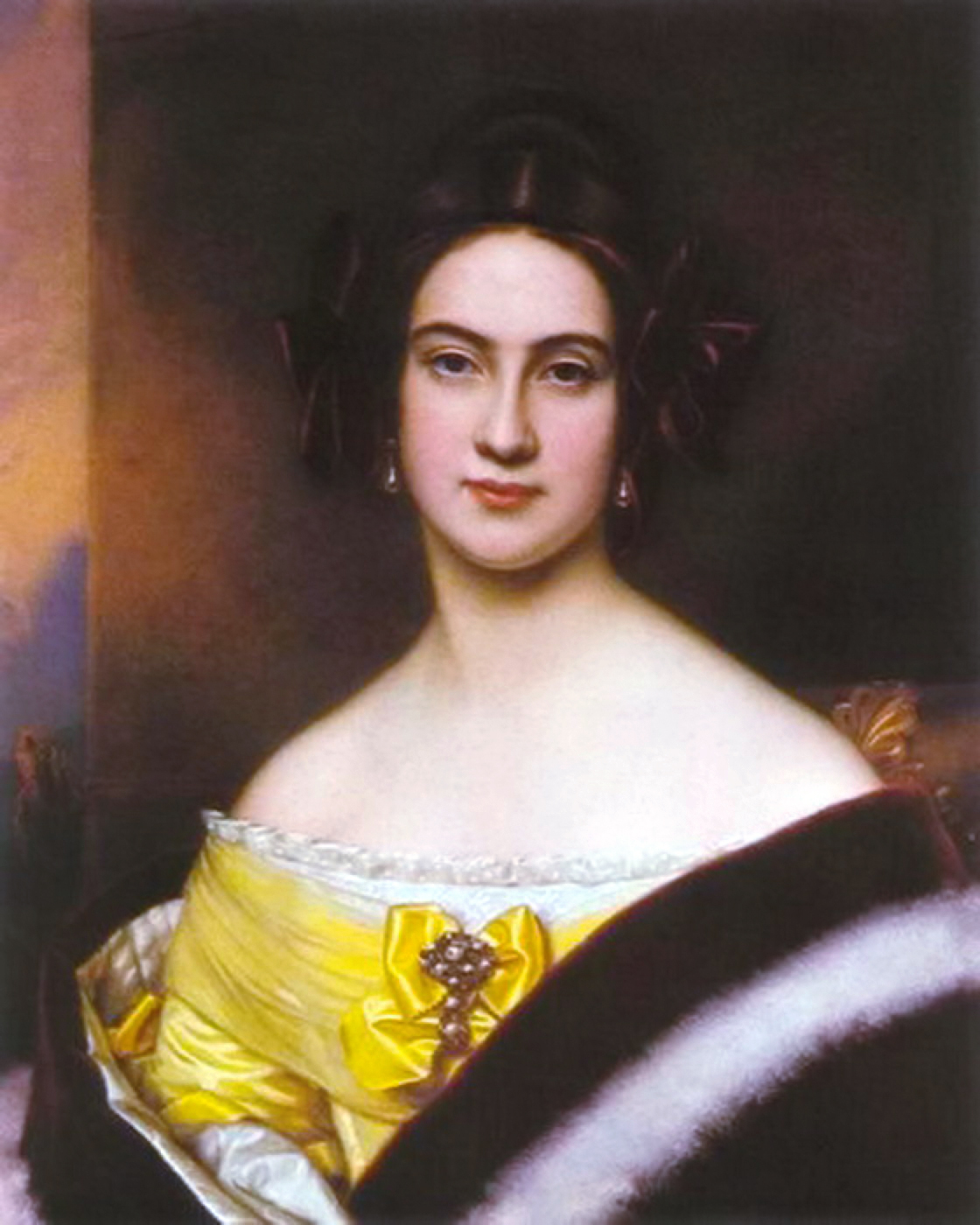
マティルデ・フォン・ヨルダン、J・K・シュティーラー画、1837年

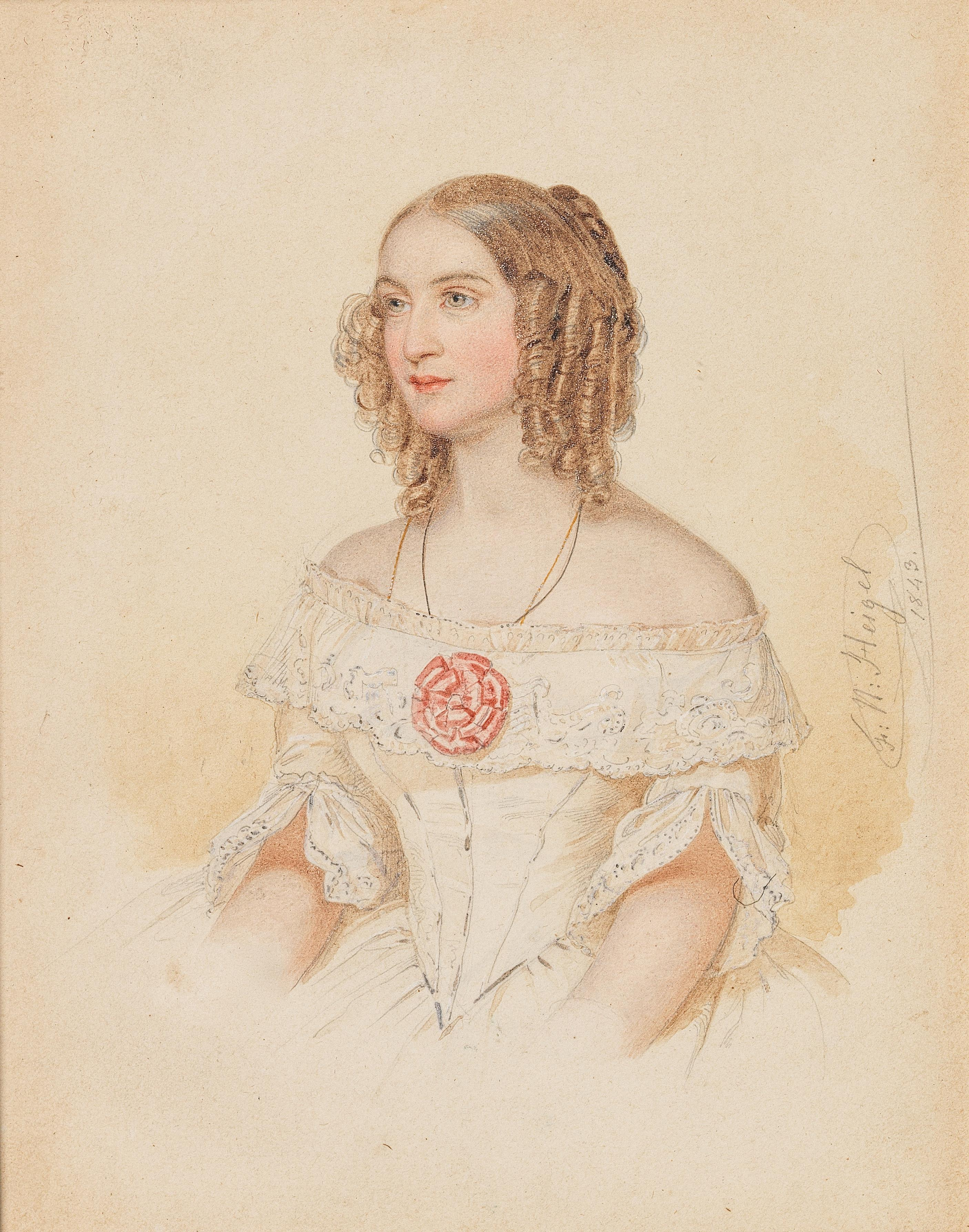
ボイスト男爵夫人、F・N・ハイゲル画、1843年

マティルデ・フライイン（女男爵）・フォン・ヨルダン（Mathilde Freiin von Jordan, 1817年4月8日 レーゲンスブルク - 1886年12月13日 アルテンベルク城）は、19世紀ドイツの政治家フリードリヒ・フェルディナント・フォン・ボイストの夫人。
バイエルン王国の国王侍従・陸軍中将ヴィルヘルム・フリードリヒ・フォン・ヨルダン男爵と、バイエルン王妃付きの宮廷女官を務めた伯爵令嬢ヴィオランテ・フォン・ザンディツェルの間の次女。1837年、父の主君であるバイエルン王ルートヴィヒ1世は宮廷画家ヨーゼフ・カール・シュティーラーに当時20歳のマティルデの肖像画の制作を命じ、完成した肖像画をニンフェンブルク宮殿内の自身のコレクション美人画ギャラリーに加えた。画中のマティルデは両側頭部に暗色の大きなリボンを結んでいるが、これは1830年代後半はまだドイツでカールヘアが浸透しておらず、ストレートヘアが一般的であったためだと考えられる
。マティルデはまた、ルートヴィヒ王の妻テレーゼ王妃の創設したテレジア勲章の受章者でもあった。
1843年、ザクセン王国の駐バイエルン臨時代理大使だったフリードリヒ・フェルディナント・フォン・ボイスト男爵と結婚。夫はザクセン王国外務大臣、オーストリア外相・首相などの顕職を歴任し、1868年オーストリアの伯爵位を得た。ボイスト夫妻は間に3男1女をもうけ、娘はザクセン王国財務大臣レオンス・フォン・ケナーリッツに嫁いだ。1886年末、夫の死の2か月後に亡くなった
。

## 引用・脚注
1. 1 2  S. K. Ludovic, "A King's Gallery of Beauty" Strand Magazine (January 1902): 16-23.
2. ↑  http://www.gogmsite.net/empire-napoleonic-and-roman/subalbum-schonheitengalleri/, http://www.gogmsite.net/empire-napoleonic-and-roman/subalbum-schonheitengalleri/1837-freiin-mathilde-jordan.
3. 1 2  Haus der Bayerischen Geschichte
https://hdbg.eu › objekte › index
Königreich - Mathilde Freiin von Jordan (1837), https://hdbg.eu/koenigreich/index.php/objekte/index/id/881